# Hanc
Hanc ist ein Ort in der französischen Gemeinde Valdelaume und eine ehemalige Gemeinde mit zuletzt 257 Einwohnern (Stand: 1. Januar 2015) im Département Deux-Sèvres in der Region Nouvelle-Aquitaine (vor 2016 Poitou-Charentes).
Die Gemeinde Hanc wurde am 1. Januar 2019 mit Bouin, Ardilleux und Pioussay zur Gemeinde Valdelaume zusammengeschlossen. Die Gemeinde Hanc gehörte zum Arrondissement Niort und zum Kanton Melle.

## Geographie
Hanc liegt etwa 53 Kilometer südöstlich von Niort. Umgeben wurde die Gemeinde Hanc von den Nachbargemeinden Bouin im Norden, Melleran im Norden und Nordosten, Lorigné im Nordosten, Pioussay im Osten, Paizay-Naudouin-Embourie im Süden und Südwesten, Loubillé im Südwesten sowie Ardilleux im Westen und Nordwesten.

## Bevölkerungsentwicklung
| Jahr                       | 1962 | 1968 | 1975 | 1982 | 1990 | 1999 | 2006 | 2013 |
| Einwohner                  | 384  | 336  | 296  | 266  | 209  | 227  | 243  | 255  |
| Quellen: Cassini und INSEE |      |      |      |      |      |      |      |      |

## Sehenswürdigkeiten

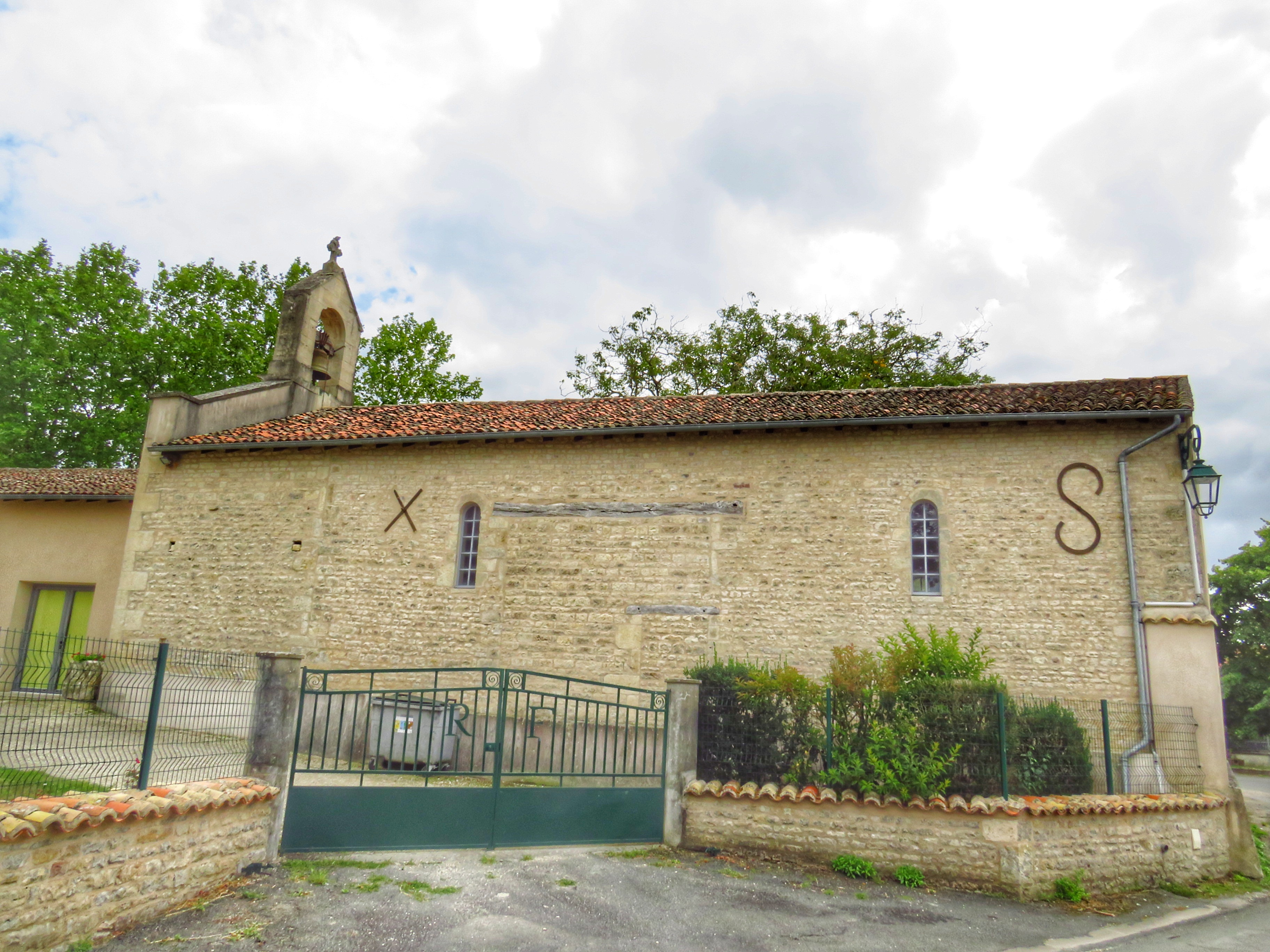
Kirche Saint-Hilaire

- Kirche Saint-Hilaire